# Idols
Idols ist eine Castingshow in den Niederlanden, bei der es darum geht, den besten Sänger oder die beste Sängerin zu finden. Die Show basiert auf der britischen Erfolgsshow Pop Idol, in Deutschland besser bekannt als Deutschland sucht den Superstar (DSDS). Von 2002 bis 2008 wurde die Sendung vom niederländischen Fernsehsender RTL 4 ausgestrahlt. 2016 machte die Show auf dem Fernsehsender RTL 5 ihr Comeback.
Sieger der insgesamt fünf Staffeln wurden Jamai Loman (2003), Boris Titulaer (2004), Raffaëla Paton (2006), Nikki Kerkhof (2008), Nina den Hartog (2016) und Julia van Helvoirt (2017).
DSDS-Moderatorin Tooske Ragas (Staffel 3–4), selbst Niederländerin, moderierte die ersten beiden Staffeln von Idols, zusammen mit Reinout Oerlemans. Martijn Krabbé moderierte Staffel 3 und 4. Er machte das in Staffel 3 zusammen mit Chantal Janzen, in Staffel 4 mit Wendy van Dijk. In Staffel 5 und 6 waren Ruben Nicolai und Lieke van Lexmond für die Moderation zuständig.

## Jury
- Henkjan Smits (2002–2006)
- Eric van Tijn (2002–2008)
- Jerney Kaagman (2002–2008)
- Edwin Jansen (2002–2004)
- John Ewbank (2007–2008)
- Gordon Heuckeroth (2007–2008)
- Ronald Molendijk (2016–)
- Eva Simons (2016–)
- Jamai Loman (2016–)
- Martijn Krabbé (2016–)

## Moderatoren
- Tooske Ragas (2002–2004)
- Reinout Oerlemans (2002–2004)
- Chantal Janzen (2005–2006)
- Martijn Krabbé (2005–2008)
- Wendy van Dijk (2007–2008)
- Ruben Nicolai (2016–)
- Lieke van Lexmond (2016–)